# GAC Trumpchi
GAC Trumpchi ist eine Submarke aus der Volksrepublik China.

## Markengeschichte
Guangzhou Automobile Group aus Guangzhou plante seit 2008, eine weitere Automarke einzuführen. Das erste Modell ging 2010 mit dem GAC Trumpchi auf Basis des Alfa Romeo 166 in Produktion.

## Namensherkunft
Der Name der Marke leitet sich vom chinesischen Begriff für legendär ab und wurde nach Klangfarbe in Trump übersetzt. Um die chinesischen Wurzeln zu kennzeichnen, wurde die Silbe chi angehängt. Aufgrund der Wahl von Donald Trump zum US-Präsidenten soll der Name bis zur Markteinführung in den Vereinigten Staaten im Jahre 2019 noch geändert werden.

## Fahrzeuge
Im Angebot stehen Limousinen, SUV und Vans. Das erste Modell basierte auf der Plattform des Alfa Romeo 166.

## Produktionszahlen
| Jahr | Produktionszahl | Quelle |
| ---- | --------------- | ------ |
| 2011 | 17.000          | [ 4 ]  |
| 2012 | etwa 32.000     | [ 5 ]  |
| 2014 | 116.758         | [ 6 ]  |